# Lê Lăng
Lê Lăng (chữ Hán: 黎凌; ? - 1462) là tướng nhà Lê sơ trong lịch sử Việt Nam. Ông là một trong những tướng lĩnh chủ chốt trong cuộc chính biến Thiên Hưng, phế Lê Nghi Dân, lập Lê Tư Thành lên ngôi. Về sau, do lo ngại trước thế lực của ông trong triều, vua Lê Thánh Tông khép ông vào tội mưu phản và xử tội chết.

## Thân thế
Lê Lăng là người huyện Lôi Dương (nay là huyện Thọ Xuân), Thanh Hóa, Việt Nam. Ông vốn có tên là Lý Lăng, vì cha ông là Lý Triện là công thần khai quốc nhà Hậu Lê, tham gia khởi nghĩa Lam Sơn.
Tháng 2 năm 1427, Lý Triện cầm quân Lam Sơn vây phía nam thành Đông Quan, tướng Minh là Phương Chính kéo ra ngoài đánh úp động Quả ở Từ Liêm. Lý Triện bị tử trận.
Thương Lý Triện nhiều lần phá được giặc mạnh, Lê Lợi cho cha là Lý Ba Lao làm chức sát sứ, cấp 400 mẫu ruộng, còn Lý Lăng được phong làm Phòng ngự sứ, tước Phục hầu, được cải sang họ Lê của vua.

## Dựng vua mới
Thời Lê Nhân Tông còn nhỏ, Nguyễn thái hậu nhiếp chính, Lê Lăng giữ chức Nhập nội thái úy, tham gia triều chính.
Khi Nhân Tông khôn lớn, tự ra coi việc triều đình, ông được phong là Nhập nội thiếu úy Bình chương quốc trọng sự, tước Á thượng hầu.
Tháng 10 năm 1459, anh vua Nhân Tông là Lạng Sơn vương Lê Nghi Dân giết vua Nhân Tông lên ngôi, đặt niên hiệu Thiên Hưng. Tháng 5 năm 1460, các đại thần Đỗ Bí, Lê Thụ, Lê Ngang mưu lật đổ vua Thiên Hưng bị bại lộ đều bị giết.
Lê Lăng bàn mưu với Thái bảo Nguyễn Xí và Xa kỵ tổng tri Lê Niệm (cháu nội Lê Lai), Á hầu Lê Nhân Thuận, Quan phục hầu Trịnh Văn Sái, Điện tiền ty đô chỉ huy Nguyễn Đức Trung lật đổ Nghi Dân lần nữa. Ngày 6 tháng 6 âm lịch năm 1460, ông cùng Nguyễn Xí phát động binh biến, chém bầy tôi thân cận của Nghi Dân là Phạm Đồn, Phan Ban ở nghị sự đường, nắm lấy cấm binh, đóng chặt cửa thành, sai Lê Ninh Thuận bắt vây cánh của vua Thiên Hưng hơn 100 người. Sau đó các đại thần giáng Nghi Dân làm Lệ Đức hầu. Lê Lăng cầm giải lụa đến chỗ Lệ Đức hầu bắt phải tự thắt cổ chết.
Các đại thần bàn việc lập vua mới. Lúc đó trong các con vua Lê Thái Tông còn lại 2 người là hoàng tử thứ hai - Cung vương Lê Khắc Xương và hoàng tử thứ tư - Gia vương Tư Thành. Lê Lăng bàn rằng nên lập Khắc Xương, trong khi Nguyễn Xí bàn nên lập Tư Thành. Tuy nhiên khi mọi người đến rước, Cung vương Khắc Xương một mực từ chối không nhận ngôi vua. Các đại thần quyết định lập Gia vương Tư Thành. Hoàng tử Tư Thành được lên ngôi, tức là vua Lê Thánh Tông.

## Cái chết
Lê Thánh Tông lên ngôi, xét công phò lập của các đại thần, Lê Lăng được phong làm Thái úy và được ban 300 mẫu ruộng thế nghiệp.
Tháng 12 năm 1460, ông cùng Đinh Liệt mang quân đi đánh tù trưởng họ Cầm ở Bồn Man quấy phá biên giới.
Sau đó có người nói với Thánh Tông việc chủ ý trước đây của Lê Lăng muốn lập Cung vương Khắc Xương. Vì vậy Thánh Tông có ý ghét ông và có ý muốn hại ông.
Thái úy Lê Lăng nắm quyền phụ chính trong triều, tính tình cứng cỏi càng khiến Thánh Tông e ngại, nói với các cận thần:
Ta thấy Thái úy trong lòng thường sợ sệt.
Thánh Tông muốn nhân đó để lập thành tội trạng, kết án ông nhưng trong triều đình nhiều người không phục và không tán thành.
Tháng 8 năm 1462, Thánh Tông bèn tự tay viết tờ chiếu, ra lệnh cho thái bảo Nguyễn Lỗi và một số người cùng cánh làm ra tờ tội trạng, tố cáo Lê Lăng với Đỗ Công Thích ngầm mưu làm phản, lại tố cáo cả một đại thần tham gia binh biến lật đổ Nghi Dân khác là Lê Nhân Thuận lập bè đảng che mắt vua. Thánh Tông căn cứ vào tờ tố cáo đó kết án xử tử Lê Lăng và những người bị tố cáo khác.
Lê Lăng bị xử tử, gia sản bị tịch thu. Mọi người trong triều đều cho là ông bị oan nhưng không ai dám nói ra. Sau nhiều năm, Lê Lăng không được minh oan hay đại xá như các đại thần bị hại đời trước như Phạm Văn Xảo, Trần Nguyên Hãn, Nguyễn Trãi, Lê Sát, Lê Ngân, Trịnh Khả. Theo Đại Việt thông sử, cho đến cuối thời Hậu Lê, cháu xa đời của ông là Lê Diễn vẫn chỉ đang "đợi duyệt để lục dụng".